# Mazirat
Mazirat település Franciaországban, Allier megyében. Lakosainak száma 280 fő (2022. január 1.). Mazirat La Petite-Marche, Sainte-Thérence, Teillet-Argenty, Terjat, Budelière és Évaux-les-Bains községekkel határos.

## Népesség
A település népességének változása:
| Lakosok száma | 400  | 297  | 301  | 284  | 283  | 279  | 282  | 286  | 287  | 280  |
|               | 1968 | 1982 | 1990 | 2006 | 2013 | 2015 | 2017 | 2019 | 2020 | 2022 |